# Varislahti
Varislahti är en vik i Finland.   Den ligger i landskapet Kajanaland, i den centrala delen av landet, 500 km norr om huvudstaden Helsingfors.